# Oliva de Plasencia
Oliva de Plasencia es una villa y municipio español de la provincia de Cáceres, en la comunidad autónoma de Extremadura. Dentro de la provincia, forma parte administrativamente del partido judicial de Plasencia y de la mancomunidad integral de Trasierra - Tierras de Granadilla. Se ubica geográficamente en la Trasierra de Plasencia, antiguo territorio de la tierra de Plasencia delimitado al oeste por la Vía de la Plata y al este por los montes de Traslasierra.
En 2021, el municipio tenía una población de 286 habitantes, de los cuales 245 vivían en la propia villa y el resto en viviendas dispersas por el término municipal. Es una zona llana, con dehesas y olivos, de economía principalmente ganadera. El municipio es conocido por albergar, en su límite con Guijo de Granadilla marcado por la Vía de la Plata, las ruinas de la antigua ciudad romana de Cáparra.

## Geografía
Integrado en la comarca de Trasierra - Tierras de Granadilla, se sitúa a 86 km de Cáceres. El término municipal está atravesado por la Autovía Ruta de la Plata (A-66) y por la carretera nacional N-630, entre los pK 457 y 462, además de por carreteras locales que permiten la comunicación con Villar de Plasencia, Guijo de Granadilla y Ahigal.  
El relieve del municipio es predominantemente llano, contando con algunos cerros aislados por el oeste, si bien, por el este, se alza la sierra del Gordo, integrada en los Montes de Tras la Sierra, haciendo límite con el municipio de Plasencia. El río Jerte también hace de límite por el sur con Plasencia. La altitud oscila entre los 995 m en la sierra del Gordo y los 290 m a orillas del río Jerte. El cerro Torreón de Valverdejo (438 m) se alza a pocos kilómetros de la localidad, la cual se encuentra a 414 m sobre el nivel del mar. 
| Noroeste: Guijo de Granadilla       | Norte: Guijo de Granadilla y Villar de Plasencia | Nordeste: Villar de Plasencia   |
| Oeste: Guijo de Granadilla y Ahigal |                                                  | Este: Cabezabellosa y Plasencia |
| Suroeste: Valdeobispo               | Sur: Plasencia                                   | Sureste: Plasencia              |

## Historia

### Historia antigua
La calzada romana divide territorialmente los municipios de Guijo de Granadilla y Oliva de Plasencia. El Municipum Flavium Caparense, Las ruinas romanas de esta emblemática ciudad romana se encuentra situadas, justamente en el centro de esta línea divisoria como es la calzada romana "Vía de la Plata" Actualmente las excavaciones de sus ruinas corresponden a espacios del término de Oliva de Plasencia, Las termas Flavias, el barrio llamado Foro B, o la domus, excavada en 2010. La datación de esta ciudad, podemos atribuirla a época de Augusto, donde se establecieron los cánones fundacionales de una nueva urbe. Se le ha venido atribuyendo a este enclave un yacimiento indígena anterior, la situación totalmente llana junto al río Ambroz,no fue un lugar apropiado para establecer un poblamiento posiblemente Vettón, dada la escasa seguridad que en aquellos tiempos era necesarios, El vocablo Capera, Cappara o los caparenses, fueron ciudadanos que tuvieron una vinculación posiblemente en territorios adyacentes próximos.

### Edad Media y Moderna
Tras despoblarse el asentamiento romano en la Edad Media, la zona de Cáparra fue anexionada en el siglo XII por dos reinos cristianos: el reino de León al oeste de la Vía de la Plata y el reino de Castilla al este, dificultando la repoblación de la histórica ciudad romana al quedar como una localidad dividida. En este contexto, el territorio de la actual Oliva de Plasencia fue adjudicado a la ciudad castellana de Plasencia, fundada en 1186, que en las décadas siguientes a su fundación fue repoblando su territorio mediante la fundación de pequeñas aldeas, origen de la mayoría de los municipios del cuarto nororiental de la actual provincia de Cáceres. Dentro de la tierra de Plasencia, la aldea de Oliva se incluyó en la sexmería del Valle y Trasierra, que abarcaba el valle del Jerte y la Trasierra de Plasencia, comprendiendo esta última las tierras placentinas ubicadas al oeste de los montes de Traslasierra.
A lo largo de los siglos, la tierra de Plasencia fue perdiendo territorios de realengo para formar pequeños señoríos que elevaron el estatus de muchas aldeas a villas, quedando las localidades rurales bajo el mando de familias nobles. El señorío de la Oliva de Plasencia se formó a principios de la Edad Moderna, cuando fue concedido a la familia noble placentina Carvajal, que a finales del siglo XV destacó por su apoyo a la restauración del realengo en la ciudad de Plasencia, expulsando del poder placentino a la Casa de Zúñiga. La última heredera del señorío, Inés de Vargas y Trejo, se casó con Rodrigo Calderón, uno de los principales políticos del reinado de Felipe III, quien en 1612 concedió a Calderón el Condado de la Oliva de Plasencia.
El señorío o condado de Oliva fue siempre una jurisdicción de pequeño tamaño, de limitada relevancia económica para su familia noble, que acumulaba varios señoríos dispersos por el reino, incluyéndose otros cuatro de ellos en la actual provincia de Cáceres: Plasenzuela, Grimaldo, Corchuelas y Monfragüe. Debido a esta dispersión, la villa de Oliva era una pequeña localidad ya que, según el Interrogatorio de la Real Audiencia de Extremadura de 1791, aquel año solamente vivían aquí 140 familias.

### Historia contemporánea
A la caída del Antiguo Régimen la localidad se constituye en municipio constitucional, conocido entonces como Oliva en la región de Extremadura. Desde 1834 quedó integrado en el partido judicial de Plasencia. En el censo de 1842 contaba con 150 hogares y 822 vecinos.
Hasta la reforma de la nomenclatura municipal de 1916 el municipio se llamaba simplemente Oliva. En dicha fecha su nombre fue modificado por el de Oliva de Plasencia.
La localidad tuvo su época de mayor desarrollo económico en la primera mitad del siglo XX, cuando superó durante más de medio siglo el millar de habitantes, llegando a tener 1532 habitantes en el censo de 1950. Este desarrollo se debió a sus buenas comunicaciones geográficas, ya que a finales del siglo XIX se hizo pasar por el municipio el ferrocarril Ruta de la Plata, del cual albergó la estación de Oliva-Almendral, cuyas ruinas se conservan junto a la salida de la actual Autovía Ruta de la Plata. En la época de la construcción del ferrocarril también pasaba por aquí la carretera N-630, que a finales del siglo XIX era una de las pocas carreteras que existían en la provincia de Cáceres, cuyos pueblos estaban todavía conectados principalmente a través de caminos.
La villa no supo aprovechar las buenas comunicaciones por ferrocarril y carretera y siguió dedicando su economía casi exclusivamente al sector primario, por lo que en la segunda mitad del siglo XX sufrió un fortísimo éxodo rural, pasando de los 1532 habitantes del censo de 1950 a tan solo 302 habitantes al finalizar el siglo. La salida de población se logró frenar en los primeros años del siglo XXI gracias a la grave burbuja inmobiliaria que sufrió el país, que llevó a construir casas en la villa para jóvenes que no podían pagar una casa en Plasencia. El municipio se vio favorecido para ello por la construcción de la Autovía Ruta de la Plata, pero la burocracia urbanística impidió ampliar el suelo urbanizable hasta el año 2006, cuando estaba a punto de ocurrir el estallido de la burbuja; debido a ello, la villa no ha llegado a convertirse en una periferia urbana de Plasencia, pero ha conseguido estabilizar su población en trescientos habitantes, y en sus afueras septentrionales tiene una calle con viviendas unifamiliares construida en el momento culminante de la burbuja.

## Demografía
Oliva de Plasencia cuenta con una población de 292 habitantes (INE 2024).
| Gráfica de evolución demográfica de Oliva de Plasencia entre 1842 y 2021 |
| |
| Población de derecho según los censos de población del INE Población de hecho según los censos de población del INEEn estos censos se denominaba Oliva: 1842, 1857, 1860, 1877, 1887, 1897, 1900 y 1910. |

### Población por núcleos
Desglose de población según el Padrón Continuo por Unidad Poblacional del INE.
| Núcleos            | Habitantes (2020) | Varones | Mujeres |
| ------------------ | ----------------- | ------- | ------- |
| Almendral          | 2                 | 2       | 0       |
| Oliva de Plasencia | 294               | 165     | 129     |

## Administración
| Periodo   | Nombre                                            | Partido          |
| --------- | ------------------------------------------------- | ---------------- |
| 1979-1983 | Isaías Martín                                     | UCD              |
| 1983-1987 | ¿?                                                | AP-PDP-UL        |
| 1987-1991 | ¿?                                                | AP               |
| 1991-1995 | ¿?                                                | Independiente    |
| 1995-1999 | Juan Carlos Obeja                                 | PSOE             |
| 1999-2003 | ¿? (hasta 2000) José Miguel Camarero (desde 2000) | PP Independiente |
| 2003-2007 | Ángel González Jiménez                            | PSOE             |
| 2007-2011 | Ángel González Jiménez                            | PSOE             |
| 2011-2015 | Ángel González Jiménez                            | PSOE             |
| 2015-2019 | Ángel González Jiménez                            | PSOE             |
| 2019-2023 | Ángel González Jiménez                            | PSOE             |

## Economía

### Sector primario
El municipio alberga la sede de la ganadería de toros de lidia de Antonio López Gibaja.

### Evolución de la deuda viva
El concepto de deuda viva contempla solo las deudas con cajas y bancos relativas a créditos financieros, valores de renta fija y préstamos o créditos transferidos a terceros, excluyéndose, por tanto, la deuda comercial.
Entre los años 2008 a 2014 este ayuntamiento no ha tenido deuda viva.

## Transportes
Por el este del municipio pasan la Autovía Ruta de la Plata y su vía secundaria N-630, que forman uno de los principales ejes de comunicaciones del país. Se accede a la autovía desde Oliva a través de las carreteras provinciales CC-12.1, que lleva hacia el sur a Plasencia, y CC-161, que lleva hacia el noreste a Villar de Plasencia. La CC-12.1 sirve también de acceso a Plasencia para los vecinos de Santibáñez el Bajo, Ahigal y Guijo de Granadilla, que entran en Oliva de Plasencia por el oeste a través de la carretera provincial CC-12.2.

## Servicios públicos

### Educación
La villa cuenta con un colegio público de infantil y primaria, el CEIP San Miguel Arcángel, se encuentra ubicado junto a la iglesia de San Blas. pero actualmente es sede de la biblioteca/ludoteca. La educación primaria y secundaria se estudia en Plasencia.

### Sanidad
Pertenece a la zona de salud "Plasencia III (Norte - La Data)" en el área de salud de Plasencia y cuenta con un consultorio local. En Oliva de Plasencia hay además una farmacia, que coordina sus turnos de guardia con las farmacias de Plasencia y Cabezabellosa.

## Patrimonio
Los principales monumentos del municipio son los siguientes:
- La iglesia de San Blas, del siglo XVI, en la que hay un retablo de estilo barroco que data del siglo XVIII.
- Palacio de los condes de Oliva de Plasencia, del siglo XVII.
- Multitud de inscripciones romanas repartidas por todo el pueblo.
- Ruinas de Cáparra, a unos 5 km.

## Fiestas
Las principales festividades del municipio son las siguientes:
- 3 de febrero: San Blas, con una procesión y la venta de cordones y rosquillas.
- Agosto (segundo fin de semana): llamadas «fiestas del emigrante», sirven para reunir a toda la gente que se fue del pueblo.
- 14 de septiembre: fiestas del Cristo.